# Chiasso

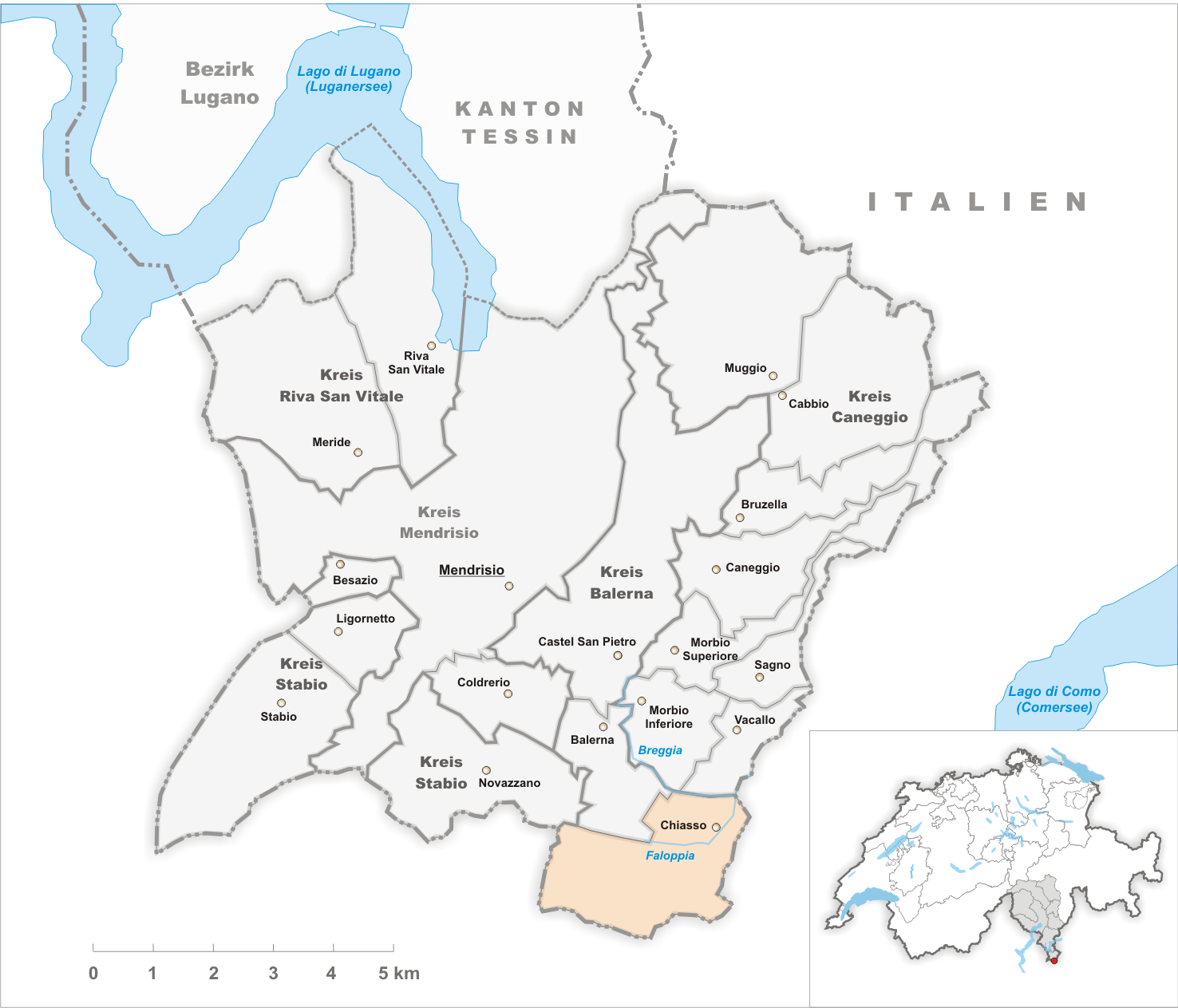
Lugano fekvése

Chiasso Svájc Ticino kantonjának egy települése. Svájc legdélebbi városa.